# كوهي ناكانو
كوهي ناكانو (باليابانية: 中埜 航平) (مواليد 28 أبريل 2003) هو لاعب كرة قدم ياباني.

## وصلات خارجية
- كوهي ناكانو على موقع رابطة كرة القدم اليابانية للمحترفين (اليابانية)
- كوهي ناكانو على موقع قاعدة بيانات كرة القدم.إي يو (الإنجليزية)
- كوهي ناكانو على موقع Soccerway.com (الإنجليزية)
- كوهي ناكانو على موقع عالم كرة القدم.نت (الإنجليزية)